# Balatonszentgyörgy, Somogy
Balatonszentgyörgy  este un sat în districtul Marcal, județul Somogy, Ungaria, având o populație de 1.647 de locuitori (2011). 

## Demografie
Componența etnică a satului Balatonszentgyörgy
     Maghiari (92,12%)
     Germani (3,91%)
     Romi (2,98%)
     Necunoscut (0,64%)
     Români (0,36%)
     Alții (0,64%)
Componența confesională a satului Balatonszentgyörgy
     Romano-catolici (60,9%)
     Fără religie (5,65%)
     Reformați (1,88%)
     Necunoscută (29,57%)
     Alte religii (2,79%)
Conform recensământului din 2011, satul Balatonszentgyörgy avea 1.647 de locuitori. Din punct de vedere etnic, majoritatea locuitorilor (92,12%) erau maghiari, existând și minorități de germani (3,91%) și romi (2,98%). Apartenența etnică nu este cunoscută în cazul a 0,64% din locuitori.  Din punct de vedere confesional, majoritatea locuitorilor (60,9%) erau romano-catolici, existând și minorități de persoane fără religie (5,65%) și reformați (1,88%). Pentru 29,57% din locuitori nu este cunoscută apartenența confesională.